# آشتون كارتر
آشتون بلدوين كارتر (بالإنجليزية: Ashton Carter)‏ (24 سبتمبر 1954 - 24 أكتوبر 2022)، هو فيزيائي أمريكي وأستاذ سابق في جامعة هارفارد للعلوم والشؤون الدولية ووزير الدفاع السابق. شغل كارتر منصب وكيل وزارة الدفاع الأمريكية من أكتوبر 2011 إلى ديسمبر 2013، وكان رئيس العمليات في الوزارة حيث كان يدير كل العمليات التي تقوم فيها وزارة الدفاع على مدار الساعة. وقد رشحه الرئيس باراك أوباما للمنصب، وصادق مجلس الشيوخ على القرار في فبراير 2015 بتصويت 93-5، ليحل محل تشاك هيغل في هذا المنصب.
تلقى كارتر درجة البكالوريوس في تخصص مزدوج عن الفيزياء وتاريخ العصور الوسطى من جامعة ييل، مع أعلى مرتبات الشرف، في عام 1976. ثم نال منحة رودس ودرّس في جامعة أكسفورد، والتي نال منها الدكتوراه في الفيزياء النظرية عام 1979. وكان يعمل على الديناميكا اللونية الكمية، وهي نظرية الحقل الكمومي التي كان مسلما بها وقتها لشرح سلوك التفاعلات النووية وهيكل الجسيمات دون الذرية. كما كان زميلا في الدراسات ما بعد الدكتوراه في الفيزياء النظرية في جامعة روكفلر في الفترة من 1979 إلى 1980 وزميل باحث في مركز معهد ماساتشوستس للتقنية للدراسات الدولية في الفترة من 1982 إلى 1984.
تولى كارتر التدريس في جامعة هارفارد ابتداء من عام 1986. وارتقى في النهاية ليصبح رئيس كلية الشؤون الدولية والعالمية وأستاذ لصالح مؤسسة فورد للعلوم والشؤون الدولية في مركز بيلفر للعلوم والشؤون الدولية داخل كلية جون كينيدي للحكومة. ألّف كارتر وشارك في تأليف 11 كتابا وأكثر من 100 مقالة في الفيزياء والتكنولوجيا والأمن القومي والإدارة.
شغل كارتر منصب مساعد وزير الدفاع للسياسة الأمنية الدولية خلال الفترة الأولى للرئيس كلينتون، من 1993 إلى 1996، وكان مسؤولا عن السياسة المتعلقة بالدول السوفياتية السابقة، والشؤون الاستراتيجية، وسياسة الأسلحة النووية. شغل منصب وكيل وزارة الدفاع للاكتساب والتكنولوجيا والخدمات اللوجستية من أبريل 2009 إلى أكتوبر 2011، حيث كان مسؤولا عن شراء جميع التقنيات والأنظمة والخدمات واللوازم والقواعد والبنية التحتية والطاقة والبيئة، وأكثر من 50 مليار دولار سنويا في البحث والتطوير. ثم شغل منصب نائب وزير الدفاع في الفترة من أكتوبر 2011 إلى ديسمبر 2013، حيث شغل منصب الرئيس التنفيذي للعمليات في الوزارة وأشرف على ميزانية سنوية تتجاوز 600 مليار دولار، و 2.4 مليون فرد مدني وعسكري، والعمليات العسكرية في العالم.
حصل كارتر على وسام الخدمة العامة المتميز في خمس مناسبات عن خدمته للأمن القومي. كما حصل على جائزة الخدمة المدنية المتميزة لرئيس هيئة الأركان، وسام استخبارات الدفاع عن إسهاماته في الاستخبارات.

## وفاته
توفي كارتر بنوبة قلبية في 24 أكتوبر 2022، عن عمر يناهز 68 عاما.

## روابط خارجية
- آشتون كارتر على موقع IMDb (الإنجليزية)
- آشتون كارتر على موقع الموسوعة البريطانية (الإنجليزية)
- آشتون كارتر على موقع مونزينجر (الألمانية)
- آشتون كارتر على موقع قاعدة بيانات الفيلم (الإنجليزية)
- آشتون كارتر على موقع كينوبويسك (الروسية)